# Kraftwerk
Kraftwerk (în limba germană: centrală electrică) este un grup muzical de avangardă din Düsseldorf, Germania care a adus importante contribuții la dezvoltarea muzicii electronice și au avut influențe semnificative asupra altor formații muzicale, mulți comparând influența trupei Kraftwerk cu cea a formației Beatles. Grupul a fost format de Florian Schneider și Ralf Hutter în 1970, deși mai târziu au participat și Wolfgang Flur și Karl Bartos, formând un cvartet. Imnul ediției 2003 al Turului Franței a fost realizat de Kraftwerk.
Sunetul Kraftwerk combină secțiuni ritmice cu melodii sintetizate și uneori armonioase, în general aranjate într-un stil clasic acompaniat de versuri simple, cântate uneori cu ajutorul vocoder-ului sau produse pe computer.
Sintetizatorul Moog este prezent în mai toate melodiile trupei, adăugând compozițiilor creații de sunete unice.
Pe la mijlocul anilor 1970 și începutul anilor 1980, sunetul Kraftwerk a fost revoluționar pentru acea perioadă și a avut un impact evident aproape asupra tuturor genurilor muzicii populare moderne.
Ceea ce Kraftwerk au creat la început, a devenit mai târziu cunoscut ca synthpop, electro, techno și IDM (muzică dance inteligentă).
Membrii grupului au fost schimbați de-a lungul timpului, urmând ca în 2008, Florian Schneider să părăsească Kraftwerk, lăsându-l pe Ralf Hutter ca fiind singurul fondator și membru original rămas în cvartet.

## Istorie
Kraftwerk a fost creată de Florian Schneider-Esleben (flaut, sintetizatoare, vioară electrică) și Ralf Hutter (orgă electronică, sintetizatoare). Cei doi s-au întâlnit ca studenți la Conservatorul din Düsseldorf spre sfârșitul anilor '60, participând la un "experiment" muzical pe care presa din Marea Britanie l-a numit mai târziu Krautrock.
Acest duo a participat mai târziu într-un cvintet cunoscut ca Organisation. Grupul a lansat un album numit Tone Float, doar în Marea Britanie, după care s-a despărțit imediat.
Cei doi vizionari au început să improvizeze un studio privat în oraș, care mai târziu a devenit cunoscut ca studio-ul Kling-Klang. Au urmat numeroase variante în ceea ce privește membrii grupului (între anii 1970 - 1974), Hutter și Schneider având de-a face cu o duzină de muzicieni pe parcursul înregistrării a trei albume și apariții live specifice - de notat sunt chitaristul Michael Rother și percuționistul Klaus Dinger, care au părăsit Kraftwerk pentru a forma grupul aproape identic, Neu!.
Expertul și influentul producător și inginer de sunet, Konrad Plank, a fost de asemenea semnificativ la începuturile trupei. El a produs primele patru albume Kraftwerk, însă după succesul albumului Autobahn a refuzat să mai lucreze cu aceștia, se pare, din cauza unor neînțelegeri legate de contracte.
Pictorul și artistul grafic Emil Schult a devenit un colaborator regulat al trupei începând cu 1973, la începuturi cântând la chitară bas și vioară electronică, apoi contribuind la design-ul copertelor albumelor și scriind versuri adiționale.
Ceea ce în general este privit ca și clasicul cvartet Kraftwerk, s-a format în 1975, pentru turneul Autobahn. Atunci lui Hütter și lui Schneider li s-au alăturat Wolfgang Flur și Karl Bartos, ca percuționiști electronici. Flur a venit la trupă în 1973, ca și toboșar, pentru o apariție la televizor pentru promovarea celui de-al treilea album Kraftwerk. Bartos și Flur au ajutat de asemenea la crearea celor mai cunoscute și memorabile melodii ale grupului.
Se poate spune despre Kraftwerk că este una dintre cele mai "secretoase" trupe, sau cel puțin așa se spune despre membri, dat fiind faptul că EMI, casa lor de discuri, nu are numerele lor de telefon. Încă un exemplu notabil al comportamentului lor excentric a fost menționat de Karl Bartos către Johnny Marr, de la The Smiths, explicându-i că oricine ar fi încercat să contacteze trupa pentru colaborări aflau că telefonul din studio nu avea sonerie, deoarece trupa considera că orice sunet de acest fel auzit în timpul înregistrărilor, era poluare fonică. În schimb, cei care doreau să sune erau instruiți să o facă precis la o oră sigură, și cel care răspundea era Ralf Hütter, în ciuda faptului că nu auzea deloc telefonul sunând.
Într-un interviu, Ralf Hütter a afirmat: "Telefonul este o antichitate. Niciodată nu știi cine sună, nu există nicio imagine. Este un produs demodat care de cele mai multe ori întrerupe munca!"
După o lungă pauză fără performanțe live, Kraftwerk au început să aibă din nou turnee începând cu anii 1990, cu apariții în SUA și Japonia în 1998. Hütter dorea cât mai multe concerte, însă costul și timpul acordat în transportarea echipamentelor uriașe ale trupei peste oceane, au forțat trupa să concerteze doar în Europa. Grupul a avut de asemenea probleme cu oficialii din Europa de Est, unii temându-se că computerele mai vechi ale trupei nu prezentau siguranță. În tot acest deceniu, trupa a afirmat des că lucrează la un nou material - deși speculațiile despre data lansării nu erau sigure. Timpul mare dintre înregistrări noi, raritatea performanțelor live, obsesia lui Hütter și a lui Schneider pentru ciclism, precum și neprezența acestora la ore stabilite pentru înregistrări au fost motivele majore pentru care Flur, și mai târziu Bartos, au părăsit trupa. După această despărțire regretabilă, personalul studioului Kling Klang, Fritz Hilpert și Henning Schmitz, au apărut în ceea ce unii au numit al doilea cvartet clasic Kraftwerk, care a fost activ din 1992 până-n prezent.

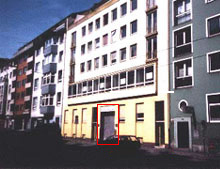
Studioul Kling Klang

Un website, Kraftwerk.com, a apărut în noiembrie 1996, și prezintă în format audio majoritatea melodiilor trupei. Ca și albumele lansate și în germană și în engleză, acest site poate fi accesat nu numai în varianta internațională (.com), dar si în cea germană (.de).
În Iulie 1999, single-ul Tour De France a fost relansat în Europa. Așa cum mulți dintre fani își doriseră, a fost lansat pentru prima oara pe CD și pe vinil 12". De asemenea, tot în această perioadă, Kraftwerk a semnat un nou contract muzical cu Sony-ATV Music.
Single-ul Expo 2000, primul cântec nou al trupei după 13 ani, a fost lansat în decembrie 1999 și a fost remixat de mulți muzicieni techno contemporani cum ar fi Underground Resistance și Orbital. De notat este faptul că singurii artiști care aveau permisiunea să remixeze melodiile trupei, până acum, au fost Francois Kenvorkian și William Orbit.
În 2000 fostul membru Wolfgang Flur a publicat autobiografia Kraftwerk: I Was The Robot, care a scos la iveală multe detalii anterioare nemenționate până acum, legate de trupă. Hütter și Schneider au negat multe aspecte publicate aici (de exemplu: cum că Flur ar fi fost cel care a construit primele dobe electronice) și au spus ca Flur nu ar fi trebuit să publice această carte.
În August 2003, trupa a lansat în cele din urmă Tour De France Soundtracks, primul album cu melodii nou-nouțe după Electric Cafe (1986).
În 2004, o cutie-set intitulată Der Katalog era propusă pentru lansare. Trebuia să contină edițiile îmbunătățite ale albumelor dintre anii 1974 - 2003. Compilația a fost imediat scoasă din programul de lansări al lui Kraftwerk și EMI.
În Iunie 2005, primul album live oficial din istoria trupei, Minimum Maximum, al cărui conținut constă în performanțe din timpul turneului din primăvara lui 2004, a primit multe reacții pozitive. Majoritatea pieselor de pe album au fost modificate considerabil față de variantele albumelor de studio. Albumul a fost nominalizat la Premiile Grammy pentru Cel Mai Bun Album Electronic/Dance. În decembrie 2005 a fost lansat și setul Minimum-Maximum DVD. Pentru mulți dintre fani, acesta a fost un șoc major, dat fiind faptul că Ralf Hütter anunțase la începutul anului 1975 că trupa va scoate un disc video de îndată ce tehnologia va fi valabilă în Germania. Înainte de decembrie 2005, trupa nu a lansat niciodată vreo performanță live în format video, comercial.
Pe 21 septembrie 2007, Kraftwerk au lansat un nou single remixat de trupa indie/electro din Marea Britanie, Hot Chip. Sunt incluse remix-uri ale pieselor "Aerodynamik" și "La Forme", ambele de pe albumul "Tour de France Soundtracks" din 2003.
Pe 12 iunie 2009 a avut loc si concertul pe care fanii români l-au așteptat de aproape patru decenii. Kraftwerk au concertat la Sala Palatului, pentru prima data în România.
În iulie 2009, trupa a arătat un nou interes în a relansa colecția Der Katalog, de data aceasta cu muzica remasterizată, iar data oficială anunțată de Ralf Hütter a fost 5 octombrie. În prezent, grupul concertează în diferite orașe ale lumii, timp de 8 seri consecutive în fiecare oraș, în fiecare seara aceștia concertând fiecare album consecutiv din discografia Kraftwerk, de la Autobahn(1974) până la Tour de France Soundtracks(2003).
Într-un interviu recent, Hutter a spus că noul album de studio al trupei va fi lansat în cursul anului 2010, după 7 ani de pauză de la ultimul lor material, Tour De France Soundtracks.

## Membri

### Membrii actuali
- Ralf Hütter (din 1970): voce, clape, sintetizatoare, vocoder, producător, "lider de trupă"
- Fritz Hilpert (din 1987): percuție, sintetizatoare, inginer de sunet
- Henning Schmitz (din 1992): sunetele de chitară bas, sintetizatoare, clape înalte
- Falk Grieffenhagen (din 2012): operator video

### Foști membri principali
- Florian Schneider (1970 - 2008): voce robotizata, efecte speciale, producator
- Wolfgang Flur (1973 - 1987): percuție electronică, amenajare scenă
- Karl Bartos (1975 - 1991):percuție electronică, clape, producător

### Alți foști membri includeau
- Emil Schult: chitară, vioară electronică (1973) (mai târziu angajat ca artist grafic (1974 - prezent) și textier)
- Fernando Abrantes (1991): sintetizatoare, chitară bas
- Konrad Plank (1970 - 1974): inginer de sunet (a contribuit la primele patru albume Kraftwerk și la Tone Float)
- Klaus Roder (1970): chitară, vioară electronică
- Plato Riviera (1970): chitară bas
- Peter Schmidt (1970): percuție
- Klaus Dinger (1971 - 1974): percuție
- Michael Rother (1970 - 1972): chitară
- Charly Weiss (1970): percuție
- Peter Martini (1970): percuție
- Basil Hammoudi (1970): conga, voce (uneori)
- Paul Lorenz (1970): percuții
- Butch Hauf (1970): chitară bas, percuție
- Alfred Monicks (1970): percutii, bongo
- Andreas Hohmann (1970): percuție
- Eberhard Kranemann (1971): chitară bas
- Stefan Pfaffe (2008 - 2012): operator video

## Discografie

### Albume de studio
- 1970: Tone Float (ca Organisation)
- 1970: Kraftwerk
- 1972: Kraftwerk 2
- 1973: Ralf und Florian / Ralf și Florian
- 1974: Autobahn / Autostrada
- 1975: Radio-Aktivität / Radio-Activitate
- 1977: Trans-Europa Express / Expresul Trans-European
- 1978: Die Mensch Maschine / Mașinăria Umană
- 1981: Computerwelt / Lumea Computerului
- 1986: Electric Cafe / Cafeneaua Electrică
- 1991: The Mix
- 2003: Tour De France Soundtracks

### Compilații
- 1972: Kraftwerk (set care include albumele "Kraftwerk" si "Kraftwerk 2")
- 1975: Exceller 8
- 1976: Doppelalbum
- 1976: Pop Lions
- 1979: Highrail
- 1981: Elektro Kinetik
- 1994: Three Originals - The Capitol Years
- 1997: Brain To Midi
- 1997: Klang Box
- 1998: Concert Classics
- 2009: Der Katalog

### Albume din concert și DVD-uri
- 2005: Minimum-Maximum CD (album din concert care conține 2 CD-uri)
- 2005: Minimum-Maximum DVD (set care include 2 DVD-uri)
- 2005: Minimum-Maximum Notebook (conține "Minimum-Maximum CD", "Minimum-Maximum DVD", carte 88 pagini cu poze din concerte)

### Single-uri
- 1973: Kometenmelodie 1
- 1974: Kometenmelodie 2
- 1975: Autobahn
- 1976: Radio-Aktivitat
- 1977: Trans-Europa Express
- 1977: Schaufensterpuppen / Manechinii
- 1978: Die Roboter / Robotii
- 1978: Das Modell / Modelul
- 1979: Neon Licht / Luminile Neoanelor
- 1981: Computerwelt
- 1981: Taschenrechner / Calculator de Buzunar
- 1981: Computer Liebe / Dragostea de Computer
- 1983: Tour De France
- 1986: Musik Non Stop
- 1987: Der Telefon Anruf / Apelul Telefonic
- 1991: Die Roboter 1991
- 1991: Radio-Aktivitat 1991
- 1997: It's More Fun To Compute (single inclus in cutia "Klang Box")
- 1999: Expo 2000
- 2000: Expo Remix
- 2003: Tour De France 2003
- 2003: Aerodynamik / Aerodinamic
- 2004: Elektro-Kardiogramm / Electro Cardiograma
- 2007: Aerodynamik/La Forme Remixes (Remix facut de Hot Chip)

## Videografie
- 1975 : Autobahn (de pe Autobahn)
- 1975 : Radio-Aktivitat (de pe Radio-Aktivitat)
- 1976 : Antenna (de pe Radio-Aktivitat)
- 1977 : Trans-Europa Express (de pe Trans-Europa Express)
- 1978 : Die Roboter (de pe Die Mensch Maschine)
- 1978 : Das Modell (de pe Die Mensch Maschine)
- 1979 : Neon Licht (de pe Die Mensch Maschine)
- 1981 : Taschenrechner (de pe Computerwelt)
- 1982 : Schaufensterpuppen (de pe Trans-Europa Express)
- 1983 : Tour De France
- 1986 : Musik Non Stop (de pe Electric Cafe)
- 1987 : Der Telefon Anruf (de pe Electric Cafe)
- 1991 : Die Roboter (de pe The Mix)
- 2000 : Expo 2000
- 2000 : Expo (DJ Rolando Remix)
- 2003 : Tour De France (de pe Tour De France Soundtracks)
- 2004 : AeroDynamik @ MTV EMA 2003 (de pe Tour De France Soundtracks)
- 2005 : Minimum-Maximum (videoclip promoțional)